# Dodona binghami
Dodona binghami är en fjärilsart som beskrevs av Moore 1901. Dodona binghami ingår i släktet Dodona och familjen Riodinidae. Inga underarter finns listade i Catalogue of Life.